# Волотовски рејон
Волотовски рејон (рус. Волотовский район) административно-територијална је јединица другог нивоа и општински рејон у западном делу Новгородске области, на северозападу европског дела Руске Федерације.
Административни центар рејона је село Волот. Према проценама националне статистичке службе Русије за 2014, на територији рејона је живело 5.292 становника или у просеку око 5,1 ст/км².

## Географија
Волотовски рејон смештен је у западном делу Новгородске области и са површином од свега 995,1 км² територијално је најмањи рејон у области (од укупно 21 рејона). Граничи се са Староруским рејоном на истоку, на северу је Шимски, северозападу Сољчански, и на југу Подоршки рејон. На западу је територија Псковске области.
Рејон се налази на подручју простране Прииљмењске низије, југозападно од депресије језера Иљмењ чијем басену припада. Рељеф је готово у целости равничарски, са благим узвишењима међусобно раздвојеним речним токовима. Надморска висина варира између 60 и 103 метра. Најважнији водотоци су реке Псижа и Перехода које директо отичу ка језеру Иљмењ, Снежа и Каменка су притоке Полиста, док су Северка и Колошка притоке Шелоња.
Готово 60% рејонске територије прекривено је шумама, углавном листопадним, док је под мочварним ареалима око четвртине рејонске територије, углавном уз речне долине на југу.

## Историја
Волотовски рејон успостављен је 1927. године као административна јединица тадашњег Новгородског оруга Лењинградске области. Рејон је привремено распуштен 1932, а његова територија предана на управу суседним општинским рејонима. Поново је успостављен 1935, а у границама Новгородске области је од њеног оснивања 1944. године. По други пут је био расформиран од фебруара 1963. до новембра 1965. године.

## Демографија и административна подела
Према подацима пописа становништва из 2010. на територији рејона је живело укупно 5.699 становника, док је према процени из 2014. ту живело 5.292 становника, или у просеку 5,1 ст/км². По броју становника Сољчански рејон се налази на 19. месту у области.
| 1959.  | 1970. | 1979. | 1989. | 2002. | 2010. | 2014.   |
| ------ | ----- | ----- | ----- | ----- | ----- | ------- |
| 14.873 | ---   | ---   | 7.099 | 6.106 | 5.699 | 14.352* |

Напомена: * Према процени националне статистичке службе.
На подручју рејона постоји укупно 110 насеља, а рејонска територија је подељена на 3 другостепене сеоске општине. Административни центар рејона је село Волот.

## Саобраћај
Преко територије рејона пролази железничка линија која повезује градове Бологоје и Дно.